# Jean Darrouzès
Michel Jean Abel Darrouzès (ur. 3 kwietnia 1912, zm. 12 czerwca 1990) – francuski asumpcjonista, historyk, bizantynolog.  

## Życiorys
W młodości wstąpił do zakonu asumpcjonistów. Pracował w Institut français d'études byzantines w Bukareszcie, aż do czasu likwidacji placówki przez władze komunistyczne w 1947. Institut français d'études byzantines od 1947 miał swoją siedzibę w Paryżu. Jean Darrouzès był nadal związany z tą placówką. W latach 1953–1957 był pracownikiem ateńskiej filii tego instytutu. Autor wielu prac z zakresu historii cesarstwa bizantyńskiego. 

## Wybrane publikacje
- Syméon le Nouveau Théologien, Chapitres théologiques, gnostiques et pratiques (Introduction, texte critique, traduction et notes), Paris 1957.
- Épistoliers byzantins du Xe siècle, Paris 1960.
- Nicétas Stéthatos, Opuscules et lettres (Introduction, texte critique, traduction et notes), Paris 1961.
- Documents inédits d'ecclésiologie byzantine, Paris 1966.
- Syméon le Nouveau Théologien, Traités théologiques et éthiques (Introduction, texte critique, traduction et notes), t. 1-2, Paris 1966-1967.
- Georges et Dèmètrios Tornikès, Lettres et discours, Paris 1970.
- Recherches sur les ὀφφίκια de l'Église byzantine, Paris 1970.
- Le registre synodal du patriarcat byzantin au XIVe siècle (Étude paléographique et diplomatique), Paris 1971.
- Littérature et histoire des textes byzantins, London 1972.
- (współautor: Vitalien Laurent), Dossier grec de l'Union de Lyon (1273-1277), Paris 1976.
- Les Regestes des Actes du patriarcat de Constantinople. I: Les Actes des patriarches. V: Les Regestes de 1310 à 1376, Paris 1977
- Théodore Daphnopatès, Correspondance, Paris 1978.
- Les Regestes des Actes du patriarcat de Constantinople. I: Les Actes des patriarches. VI: Les Regestes de 1377 à 1410, Paris 1979
- Notitiae Episcopatuum Ecclesiae Constantinopolitanae, Paris 1981.
- Les Regestes des Actes du patriarcat de Constantinople. I: Les Actes des patriarches. VII: Les Regestes de 1410 à 1453 (suivis des Tables générales des fascicules I-VII), Paris 1991.